# Michal Klasa
Michal Klasa (* 19. Dezember 1953 in Brno) ist ein ehemaliger tschechoslowakischer Radrennfahrer.
Klasa, der für den Verein Dukla Brno startete, wurde auf der Bahn 1974 tschechoslowakischer Meister in der Mannschafts- und Einerverfolgung. Mit der Nationalmannschaft gewann er bei den Weltmeisterschaften 1974 die Bronzemedaille in der Mannschaftsverfolgung. Bei den Olympischen Sommerspielen 1976 in Montréal wurde er mit dem tschechoslowakischen Bahnvierer Achter in der Mannschaftsverfolgung. Er war Teilnehmer der Olympischen Sommerspiele 1980 in Moskau. Im Mannschaftszeitfahren gewann er gemeinsam mit Vlastibor Konečný, Jiří Škoda und Alipi Kostadinov die Bronzemedaille.
1975 und 1976 siegte er im Velká Cena Evropy, einem internationalen Turnier in der Einerverfolgung.
Auf der Straße gewann Klasa 1981 die Gesamtwertung des Circuit des Ardennes sowie Abschnitte anderer internationaler Etappenrennen, wie der Polen-Rundfahrt, der Friedensfahrt, der Tour de l’Avenir, des Milk Race, in der Niedersachsen-Rundfahrt, der türkischen Mittelmeer-Rundfahrt und der DDR-Rundfahrt. 1979 wurde er Zweiter im Etappenrennen Circuit Cycliste Sarthe-Pay de la Loire. 1973 siegte er im Eintagesrennen Puchar Ministra Obrony Narodowej. 
Er vertrat sein Land bei den Olympischen Sommerspielen 1980 in Moskau, wo er die Bronzemedaille im Mannschaftszeitfahren gewann. Ebenfalls mit dem Straßenvierer gewann er bei den UCI-Straßen-Weltmeisterschaften 1981  Bronze und 1985 Silber. 

## Palmarès
1974
- Weltmeisterschaft – Mannschaftsverfolgung

1975
- Sieger Prag–Karlovy Vary–Prag

1976
- zwei Etappen Polen-Rundfahrt

1978
- eine Etappe Friedensfahrt
- eine Etappe Tour de l’Avenir

1979
- zwei Etappen Friedensfahrt

1980
- eine Etappe Milk Race
- Olympische Spiele – 100-km-Mannschaftszeitfahren
- eine Etappe DDR-Rundfahrt

1981
- Gesamtwertung Circuit des Ardennes
- Weltmeisterschaft – 100-km-Mannschaftszeitfahren
- eine Etappe Friedensfahrt

1985
- Weltmeisterschaft – 100-km-Mannschaftszeitfahren